# مریچ (ترکیه)
مریچ (به ترکی استانبولی: Meriç) یک منطقهٔ مسکونی در ترکیه است که در استان ادرنه واقع شده‌است. مریچ ۳۰ متر بالاتر از سطح دریا واقع شده‌است.